# Schlieger
Schlieger je český dodavatel tepelných čerpadel, který od roku 2016 instaluje také různé druhy fotovoltaických elektráren. Je členem Cechu akumulace a fotovoltaiky (CAFT).
Společnost se po svém vzniku v roce 2010 nejprve zabývala realizací švédských tepelných čerpadel v České republice, poté v letech 2015–2017 vyvinula vlastní tepelné čerpadlo značky Schlieger. V současné době firma instaluje fotovoltaické elektrárny a tepelná čerpadla na území celé České republiky, ale i na Slovensku, v Německu a v dalších zemích EU. Vedle toho dodává také solární kolektory a nabíjecí infrastrukturu pro elektromobily. V průběhu roku 2023 se společností spolupracovalo 680 lidí.
V únoru 2025 byla společnost Schlieger vyloučena z České fotovoltaické asociace (ČFA).

## Historie
- 2010 – Václav Sýkora a Markéta Chrbolková zakládají během studií na VŠE v Praze firmu Schlieger. Prvním krokem bylo uzavření výhradního zastoupení pro prodej a montáž tepelných čerpadel švédské společnosti Euronom v České republice.
- 2012 – návrh vlastního tepelného čerpadla značky Schlieger.
- 2015 – spolupráce s vývojovým a výzkumným střediskem ČVUT v Praze na vývoji nových tepelných čerpadel.
- 2016 – realizace první fotovoltaické elektrárny.
- 2017 – spolupráce s VUT v Brně na konstrukci nových tepelných čerpadel.
- 2018 – vznik Schlieger akademie pro vlastní tým profesionálů.
- 2020 – č. 1 na českém trhu: průměrně 1200 instalací ročně.
- 2022 – zahájení prodeje vlastních nabíjecích stanic pro elektromobily.
- 2023 – 10 000 dokončených instalací: realizace více než 1000 fotovoltaických elektráren měsíčně.[4]
- únor 2023 – představení nového bezrámového fotovoltaického panelu DAH Solar 550 W.[5]

## Současnost
Za dobu své existence firma Schlieger instalovala více než 16 tisíc fotovoltaických elektráren, tepelných čerpadel a solárních kolektorů.
Od roku 2020 výrazně stoupla poptávka po fotovoltaickém řešení, což se projevilo zejména během roku 2022, kdy společnost instalovala více než 3 500 fotovoltaických elektráren (10 % všech realizací v ČR). Ani tento počet instalací však nedokázal vyhovět výrazně vyššímu počtu objednávek, a firma proto čelila stížnostem zákazníků kvůli nedodržení termínů. Na to Schlieger reagoval skokovým navýšením počtu montážních týmů ze 16 na 120.
V oblasti obnovitelných zdrojů energie firma realizuje jednoduchá a dostupná řešení ohleduplná k životnímu prostředí, díky čemuž za dobu svojí existence ušetřila více než 11 tun CO2. V rámci společenské odpovědnosti firma oddálila demolici hotelu Slunce v Havlíčkově Brodě, který přeměnila na ubytovací zařízení pro před válečným konfliktem prchající rodiny svých ukrajinských zaměstnanců.